# グレッグのおきて
『グレッグのおきて』（原題: Diary of a Wimpy Kid: Rodrick Rules）は、2011年のアメリカ合衆国のコメディ映画。『グレッグのダメ日記』シリーズの2作目にあたる。
日本では劇場公開されずビデオスルーされた。スターチャンネルで放送された際には『グレッグのダメダメ日記』というタイトルに改題された。

## あらすじ
グレッグが兄のロドリックのせいで巻き込まれるトラブルでひどい目に遭う。他にもママが考え出したママ・マネーについてのエピソードや、学校のパーティー、タレントショーなどが話題になる。

## キャスト
| 役名                     | 俳優                   | 日本語吹替 |
| ------------------------ | ---------------------- | ---------- |
| グレッグ・ヘフリー       | ザカリー・ゴードン     | 久保田恵   |
| ロドリック・ヘフリー     | デヴォン・ボスティック | 野島健児   |
| ロウリー・ジェファーソン | ロバート・キャプロン   | 田野めぐみ |
| フランク・ヘフリー       | スティーヴ・ザーン     | 安原義人   |
| スーザン・ヘフリー       | レイチェル・ハリス     | 安達忍     |
| ホリー・ヒルズ           | ペイトン・リスト       | 中司ゆう花 |
| チラク・グプタ           | カラン・ブラル         | 津村まこと |
| パティ・ファレル         | レイン・マクニール     | 菅谷弥生   |
| フレグリー               | グレイソン・ラッセル   | まるたまり |
| おじいちゃん             | テレンス・ケリー       | 緒方賢一   |
| ビル・ウォルター         | フラン・クランツ       | 小森創介   |
| マローン(コーチ)         | アンドリュー・マクニー | 斉藤次郎   |
| ドレイビック先生         | ジョン・ショウ         | 牛山茂     |

- その他の日本語吹き替え：福脇慶子／古城望／加藤拓二／羽飼まり／茶花健太／行成とあ／遠藤純平